# Kama (arma)

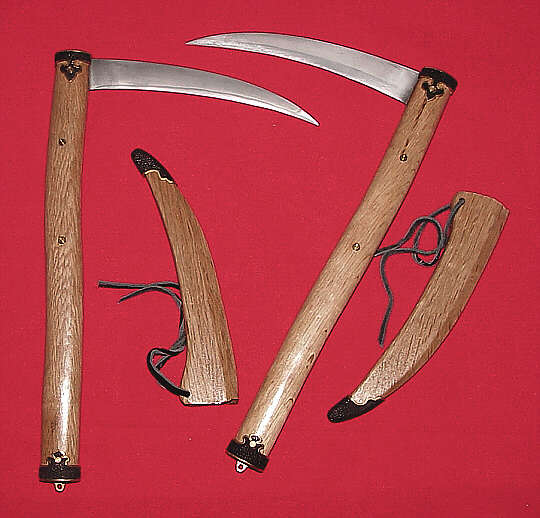
Kama

El kama (鎌 o かま?) es un arma de la isla de Okinawa usada en el arte marcial de las armas o kobudo japonesa de origen campesino. Se trata de una hoz de mango largo que se utilizaba para segar cereales; la diferencia con la hoz occidental es la curvatura del kama, que empieza en el mango. Cuando el kama lleva una cuerda con un peso, se le llama kusarikama o kusarigama.
Este instrumento se manejaba poco afilado y sin punta incisiva, hasta que se convirtió en un arma letal llegando a usarse a pares contra armas como el bo, o bastón largo y la katana, o sable japonés; de los guerreros samurai.
Asimismo algunos estilos del arte marcial tradicional del ninjutsu, la incluyen en sus entrenamientos y currículo.